# Sandkúlufell
Sandkúlufell är ett berg i republiken Island. Det ligger i regionen Norðurland vestra, 140 km nordost om huvudstaden Reykjavík. Toppen på Sandkúlufell är 847 meter över havet.
Trakten runt Sandkúlufell är nära nog obefolkad, med mindre än två invånare per kvadratkilometer. Det finns inga samhällen i närheten. Trakten runt Sandkúlufell består i huvudsak av gräsmarker.